# Eurycorypha laticercis
Eurycorypha laticercis är en insektsart som beskrevs av Lucien Chopard 1963. Eurycorypha laticercis ingår i släktet Eurycorypha och familjen vårtbitare. Inga underarter finns listade i Catalogue of Life.